# Ms. Marvel (série de televisão)
Ms. Marvel é uma minissérie estadunidense criada para o Disney+ por Bisha K. Ali, baseada na personagem Kamala Khan / Ms. Marvel da Marvel Comics. É a sétima série de televisão do Universo Cinematográfico Marvel (MCU) produzida pela Marvel Studios, dando continuidade aos filmes da franquia. Ali é a roteirista principal, com Adil El Arbi e Bilall Fallah liderando a equipe de direção.
Iman Vellani estrela como Kamala Khan / Ms. Marvel, com Matt Lintz, Yasmeen Fletcher, Zenobia Shroff, Mohan Kapur, Saagar Shaikh, Laurel Marsden, Azhar Usman, Rish Shah, Arian Moayed, Alysia Reiner, Laith Nakli, Nimra Bucha, Travina Springer, Adaku Ononogbo, Samina Ahmad, Fawad Khan, Mehwish Hayat, Farhan Akhtar e Aramis Knight também estrelando. A série foi anunciada com o envolvimento de Ali em agosto de 2019. Vellani foi escalada em setembro de 2020, com El Arbi e Fallah, Sharmeen Obaid-Chinoy e Meera Menon contratados como diretores da série. As filmagens começaram no início de novembro de 2020, filmando em Atlanta, Geórgia e Nova Jersey, antes de serem concluídas na Tailândia em maio de 2021.
Ms. Marvel estreou em 8 de junho de 2022 e consistindo em seis episódios, concluindo em 13 de julho. Faz parte da Fase Quatro do UCM. A série serve como uma preparação para o filme The Marvels (2023), no qual Vellani reprisa seu papel como Kamala Khan juntamente com outros membros do elenco da série. A série recebeu críticas positivas com elogios particulares ao desempenho de Vellani.

## Sinopse
Kamala Khan, uma fã dos Vingadores, particularmente de Carol Danvers / Capitã Marvel, luta para se encaixar até ganhar seus próprios poderes.

## Elenco e personagens
- Iman Vellani como Kamala Khan / Ms. Marvel:
Uma paquistanesa-americana muçulmana de 16 anos de Jersey City que é uma aspirante a artista, ávida jogadora e escreve fanfics de super-heróis sobre heróis como a Capitã Marvel.[1][2] Kamala ganha a habilidade de aproveitar a energia cósmica e criar formas a partir de uma pulseira mágica.[3][4] A co-produtora executiva Sana Amanat disse que Khan trouxe uma "perspectiva fundamentada" para o MCU com "olhos brilhantes e ansiosos". Vellani observou que Khan gosta da simplicidade de uma vida com poderes, em vez de se preocupar com o ensino médio, meninos e relacionamentos, drama familiar, cultura e religião.[5] Ela também acrescentou que a personagem "parecia tanto comigo" devido à sua origem semelhante, etnia e amor pelo universo Marvel.[6] A roteirista principal, Bisha K. Ali, descreveu Kamala como um "avatar" para todos os espectadores que cresceram com o UCM.[7]
- Matt Lintz como Bruno Carrelli: O melhor amigo de Kamala que é apaixonado por ela.[8][9] Lintz chamou Carrelli de "muito leal" a Kamala, mais ainda depois que ela obtém seus poderes, pois cria uma nova dinâmica entre eles.[10]
- Yasmeen Fletcher como Nakia Bahadir:
Amiga de Kamala,[11] que concorre a uma posição no conselho da mesquita.[12] Fletcher chamou Nakia de "personagem forte" que é "opinativa e está disposta a lutar por qualquer coisa em que acredita", assim como uma personagem que "quebra muitos dos estereótipos das garotas hijab".[10] A diretora Meera Menon sentiu que Nakia tinha a "capacidade de comunicar confiança" quando necessário, enquanto ainda era "uma adolescente vulnerável, descobrindo como todo mundo".[12] Em Ms. Marvel, Nakia é libanesa americana e mestiça, como Fletcher, comparado à versão dos quadrinhos que é turca-americana.[13]
- Zenobia Shroff como Muneeba Khan: Mãe de Kamala e esposa de Yusuf.[14] Ela é mais rigorosa com Kamala do que Yusuf, com Shroff dizendo que isso vem de ela conhecer o potencial de Kamala enquanto ainda quer "protegê-la de tudo isso".[10]
- Mohan Kapur como Yusuf Khan: Pai de Kamala e marido de Muneeba.[14] Kapur descreveu Yusuf como "um homem caloroso, atencioso e compassivo", que entende mais Kamala e seus sonhos do que Muneeba.[10]
- Saagar Shaikh como Amir Khan: Irmão mais velho de Kamala e marido de Tyesha.[15] Shaikh descreveu Aamir como "meio distante e não é tão engraçado quanto pensa que é", que é muito religioso e serve como intermediário entre Kamala e seus pais.[10]
- Laurel Marsden como Zoe Zimmer: A garota mais popular da escola de Kamala e uma influencer de mídia social.[15]
- Azhar Usman como Najaf: Um vendedor de comida halal que conhece Kamala.[10]
- Rish Shah como Kamran: um garoto por quem Kamala é apaixonada.[14] Shah acreditava que Kamran é capaz de se relacionar com Kamala tão facilmente porque ele tinha "uma falta de pertencimento e comunidade" e é capaz de se expressar culturalmente em torno dela.[10]
- Arian Moayed como P. Cleary: O agente do Departamento de Controle de Danos (DCD).[16]
- Alysia Reiner como Sadie Deever: Uma colega agente do DCD trabalhando com Cleary.[16]
- Laith Nakli como Sheikh Abdullah: Um imame da mesquita de Kamala.[15]
- Nimra Bucha como Najma: A mãe de Kamran e uma Djinn, que é a líder dos Clandestinos tentando retornar à sua dimensão natal, Noor, depois de ser exilada na Terra.[15]
- Travina Springer como Tyesha Hillman: Esposa de Amir.[15]
- Adaku Ononogbo como Fariha: Um membro dos Clandestinos que empunha uma lança.[15]
- Samina Ahmad como Sana: A avó de Kamala que mora em Carachi, Paquistão.[17] Zion Usman interpreta a jovem Sana.[18]
- Fawad Khan como Hasan: O bisavô de Kamala.[19]
- Mehwish Hayat como Aisha: A bisavó de Kamala e dona da pulseira.[20]
- Farhan Akhtar como Waleed: O líder dos Adagas Vermelhas, um grupo de vigilantes que usam bandanas vermelhas e empunham facas de arremesso.[21]
- Aramis Knight como Kareem / Adaga Vermelha:
Um membro dos Adagas Vermelhas.[21] Knight usou um treinador de dialetos para poder falar urdu e ter um sotaque paquistanês para "parecer um garoto de Karachi" e estava "muito feliz por representar a cultura".[22]

Recorrentes na série estão Anjali Bhimani e Sophia Mahmud como as tias Ruby e Zara. Jordan Firstman interpreta Gabe Wilson, o orientador de Kamala, Ali Alsaleh e Dan Carter como Aadam e Saleem, membros dos Clandestinos que empunham uma clava dourada e um chicote potente, respectivamente; Vardah Aziz e Asfandyar Khan como primos de Kamala, Zainab e Owais, respectivamente; Alyy Khan em um papel não revelado. Ryan Penagos, vice-presidente e executivo criativo da Marvel New Media, fez uma aparição como apresentador da competição de cosplay na AvengerCon. Os diretores Adil El Arbi e Bilall Fallah fazem aparições como um homem na mesquita e um dos "Mosque Bros", respectivamente, enquanto Amanat aparece durante o casamento de Aamir e Tyesha. Brie Larson faz uma participação não creditada como Carol Danvers / Capitã Marvel na cena no meio dos créditos no último episódio.

## Episódios
| N.º | Título                                                          | Dirigido por                 | Escrito por                                                                                 | Lançamento          |
| --- | --------------------------------------------------------------- | ---------------------------- | ------------------------------------------------------------------------------------------- | ------------------- |
| 1 | "Generation Why" "Geração "Por quê?" (BR)" Geração Porquê (PT)" | Adil El Arbi & Bilall Fallah | Bisha K. Ali                                                                                | 8 de junho de 2022  |
| Kamala Khan é uma adolescente de 16 anos do ensino médio e uma fã dos Vingadores, particularmente da Capitã Marvel. Depois de falhar em outro teste de direção ao bater no carro de seu instrutor, Kamala e seu melhor amigo, Bruno Carrelli, criam um plano para participar da convenção dos Vingadores, a "AvengerCon", ignorando as regras rígidas dos pais de Kamala. Kamala recebe um pacote de sua avó com sucatas velhas de sua mãe, mas fica encantada com uma pulseira dourada. Ela leva a pulseira para a convenção, com a intenção de usá-la como parte de seu cosplay de Capitã Marvel. Enquanto ela se prepara para subir no palco, Kamala coloca a pulseira, que lhe concede a capacidade de disparar formas de energia, causando estragos na convenção. Bruno leva Kamala para casa, onde ela é repreendida e castigada por sua mãe. Em uma cena no meio dos créditos, os agentes do Departamento de Controle de Danos, P. Cleary e Sadie Deever, assistem a um vídeo do incidente de Kamala na AvengerCon. |                                                                 |                              |                                                                                             |                     |
| 2 | "Crushed" "O Crush (BR)" Apanhada (PT)"                         | Meera Menon                  | Kate Gritmon                                                                                | 15 de junho de 2022 |
| Kamala começa a treinar para controlar seus poderes com Bruno, que deduz que a pulseira ativou seus próprios superpoderes. Kamala, Bruno e Nakia participam de uma festa organizada por Zoe, onde conhecem Kamran. Kamala faz amizade com Kamran, mas Bruno fica frustrado quando ela decide passar um tempo com Kamran em vez de treinar. Depois de ter uma visão de uma mulher misteriosa, Kamala pergunta a Sana e Muneeba sobre sua bisavó Aisha, a dona original da pulseira, mas ambas não falam sobre o assunto. Yusuf diz que a jovem Sana se perdeu durante a divisão da Índia, mas misteriosamente conseguiu encontrar seu pai novamente. Depois de questionar Zoe sobre sua salvadora na AvengerCon, Cleary e Deever ordenam uma varredura na área dos três estados, visando as comunidades do sul da Ásia. Em uma celebração do Eid, um menino escorrega da sacada de uma mesquita e quase cai antes que Kamala o salve com seus poderes. Kamala é perseguida por agentes do DCD liderados por Deever, mas é salva por Kamran, que a apresenta a sua mãe Najma, a mulher da visão de Kamala. |                                                                 |                              |                                                                                             |                     |
| 3 | "Destined" "Destinada (BR)"                                     | Meera Menon                  | História por : Freddy Syborn Roteiro por : Freddy Syborn e A. C. Bradley & Matthew Chauncey | 22 de junho de 2022 |
| Najma explica que ela e Kamran fazem parte de um grupo de seres aprimorados conhecidos como Clandestinos, ou Djinn, que foram exilados da dimensão Noor, e que Aisha era um deles. Ela também revela que a pulseira pode ajudá-los a retornar e pede a ajuda de Kamala. Kamala concorda, mas Bruno avisa que a viagem interdimensional pode ser perigosa, então ela pede mais tempo a Kamran para garantir que eles possam fazer isso com segurança. Kamran concorda, mas Najma se recusa a esperar e decide forçar Kamala a ajudá-los. O irmão de Kamala, Aamir, se casa com sua noiva Tyesha, mas Kamran interrompe o casamento para avisar Kamala antes que os outros Clandestinos cheguem. Kamala, Bruno e Kamran são dominados pelos Clandestinos enquanto Najma tenta usar a pulseira, o que desencadeia a visão de um trem. Os agentes do DCD chegam e capturam os Clandestinos, incluindo Kamran. Enquanto Kamala e Bruno escapam, Nakia vê Kamala usando seus poderes. Sana contata Kamala, revelando que ela também teve a visão do trem e insiste que Kamala e Muneeba devem visitá-la em Carachi. |                                                                 |                              |                                                                                             |                     |
| 4 | "Seeing Red" "De Volta às Origens (BR)"                         | Sharmeen Obaid-Chinoy        | História por : Sabir Pirzada Roteiro por : Sabir Pirzada e A. C. Bradley & Matthew Chauncey | 29 de junho de 2022 |
| Kamala e Muneeba viajam para Karachi e se reúnem com Sana, que mais tarde revela a Kamala que a pulseira está tentando transmitir uma mensagem através da visão do trem. No dia seguinte, Kamala mascarada vai para a estação de trem para investigar, mas é atacada por Kareem, um membro dos Adagas Vermelhas, um grupo de vigilantes, que inicialmente a confunde com um dos Clandestinos. Kareem leva Kamala ao esconderijo dos Adagas Vermelhas, onde Kamala descobre com seu líder, Waleed, que os Clandestinos estão tentando quebrar o Véu de Noor, que separa a dimensão dos Djinns do mundo humano, a fim de expandir e assumir o controle. Os Clandestinos escapam da prisão de seugrança máxima do DCD, mas Najma abandona Kamran por ajudar Kamala. Kamala começa a treinar com os Adagas Vermelhas para dominar seus poderes, mas eles são interrompidos pelos Clandestinos. Uma perseguição começa, durante a qual Waleed mata um dos Clandestinos, mas é fatalmente esfaqueado por Najma. Enquanto Kamala e Kareem afastam os Clandestinos, Kareem mata um deles e Najma acidentalmente esfaqueia a pulseira, enviando Kamala para uma visão da partição.                                                                                      |                                                                 |                              |                                                                                             |                     |
| 5 | "Time and Again" "Mais Uma Vez (BR)"                            | Sharmeen Obaid-Chinoy        | Fatimah Asghar                                                                              | 6 de julho de 2022  |
| Na Índia de 1942, Aisha foge de assaltantes e se refugia em uma vila. Hasan, um ativista da independência indiana, oferece-lhe comida e abrigo. Eles se apaixonam e têm uma filha, Sana. Cinco anos depois, Najma rastreia Aisha e ordena que ela recupere a pulseira. Aisha deixa a pulseira com Sana e tenta fugir para a nova nação do Paquistão com sua família, mas Najma a persegue e a esfaqueia. Hasan e Sana estão separados no caos. Kamala se vê capaz de interagir com Aisha, que pede que ela guie Sana. Conjurando uma projeção de estrelas que leva Sana a seu pai, Kamala percebe que foi ela quem misteriosamente reuniu Sana e Hasan no passado. Voltando ao presente, ela descobre que o ataque de Najma abriu o Véu de Noor, mas vaporiza qualquer um que interaja com ele. Najma se sacrifica para fechar o Véu, transferindo poder para Kamran antes de morrer. Sana e Muneeba rastreiam Kamala e Muneeba aceita os poderes de sua filha. Enquanto isso, um drone do DCD ataca Kamran, que está na casa de Bruno, e Kamran desencadeia uma explosão de poder de suas mãos no drone, causando inadvertidamente a destruição da loja abaixo deles.                                                                                         |                                                                 |                              |                                                                                             |                     |
| 6 | "No Normal" "Um Normal (BR)"                                    | Adil El Arbi & Bilall Fallah | História por : Will Dunn Roteiro por : Will Dunn, A. C. Bradley & Matthew Chauncey          | 13 de julho de 2022 |
| Enquanto Bruno e Kamran estão fugindo, Deever ordena o bloqueio da cidade e quer encontrá-lo vivo. Nakia, por outro lado, está preocupada com os dois e recorre a Kamala, que monta seu disfarce com um presente de sua mãe e o pano de Kareem. Depois de um desvio, ela também encontra Bruno e Kamran, que aos poucos é atormentado por dores, e pede ajuda a Kareem. Eles também recebem apoio de Nakia, Aamir e Zoe e elaboram um plano para parar os agentes de controle de danos. Embora Cleary diga a eles para recuarem, Deever ignora a ordem e invade a escola, onde Kamala e seus amigos estão escondidos. No entanto, o Controle de Danos consegue prender todos, exceto Kamala e Kamran, que então descobre a verdade e confronta Deever. Quando ela abre fogo, Kamala fica do lado de Kamran, usando seus poderes para lutar contra os agentes. Depois que Kamran foge, Deever é suspensa por Cleary, Kamala assume o nome de "Ms. Marvel" através de seu pai, e Kamran conhece Kareem pela primeira vez. Uma semana depois, Bruno explica a Kamala que ela é diferente de sua família e tem uma mutação em seus genes. Em uma cena no meio dos créditos, Kamala e Carol Danvers trocam de lugar depois que a pulseira emite um brilho estranho. |                                                                 |                              |                                                                                             |                     |

## Produção

### Desenvolvimento
O consultor criativo da Marvel, Joe Quesada, disse em setembro de 2016 que havia planos para explorar a personagem de Kamala Khan / Ms. Marvel em outras mídias após a rápida popularidade da personagem entre os leitores de quadrinhos. O presidente da Marvel Studios, Kevin Feige, disse em maio de 2018 que um projeto do Universo Cinematográfico Marvel (UCM) baseado em Kamala Khan estava "em andamento", e ocorreria após o lançamento do filme Captain Marvel (2019), já que Khan é inspirada pelo título do filme da personagem Carol Danvers.
Em agosto de 2019, o Marvel Studios começou o desenvolvimento de uma série de televisão da Ms. Marvel para o serviço de streaming Disney+, com Bisha K. Ali contratada como roteirista principal depois de trabalhar como roteirista na série Loki. Ali abordou Kevin Wright, um dos executivos da Marvel Studios em Loki, enquanto eles trabalhavam juntos para ter a oportunidade de conhecer Ms. Marvel, e recusou uma extensão para continuar trabalhando em Loki para criar sua proposta. Ela acreditava que a Marvel respondeu à sua "vibração geral e energia" de sua proposta, e que uma série sobre a Ms. Marvel era muito pessoal para ela "como fã, como uma pessoa do sul da Ásia, como uma mulher paquistanesa, [e] como uma mulher de origem muçulmana", fazendo um programa sobre estes ser "específico e universal". Ms. Marvel foi oficialmente anunciada na conferência D23 de 2019.
Em setembro de 2020, Adil El Arbi e Bilall Fallah (creditados como Adil & Bilall) foram contratados para dirigir dois episódios da série, com Meera Menon contratada para dirigir um episódio e Sharmeen Obaid-Chinoy contratada para dirigir três episódios; Menon e Obaid-Chinoy acabaram dirigindo dois episódios cada. Apesar de seus diferentes estilos visuais e trabalhos anteriores, todos os diretores trabalharam juntos para criar uma "transição perfeita" entre seus episódios. Ali, El Arbi e Fallah atuam como produtores executivos da série e trabalharam juntos com o Marvel Studios para desenvolvê-la, com co-criadora de Kamala Khan, Sana Amanat, atuando como co-produtora executiva da série. Feige, Louis D'Esposito, Victoria Alonso e Brad Winderbaum também atuam como produtores executivos.

### Roteiro
Além de Ali, os roteiristas da série incluem Kate Gritmon, Freddy Syborn, A. C. Bradley, Matthew Chauncey, Sabir Pirzada, Fatimah Asghar e Will Dunn. Bradley e Chauncey foram, respectivamente, os roteiristas principais, editores de história e roteiristas de What If...?, com Bradley também sendo produtora de consultoria em Ms. Marvel, enquanto Pirzada foi um roteirista de Moon Knight. Ali acreditava que ter Amanat como produtora executiva da série permitiu que eles "se mantivessem fiéis a personagem" dos quadrinhos, enquanto acrescentavam "algo novo, com frescor, vitalidade e um toque contemporâneo". Ali chamou seu tempo trabalhando em Loki como "bom campo de treinamento" para servir como roteirista principal de Ms. Marvel, aprendendo quais liberdades criativas a Marvel Studios permitiu que cada série habitasse sua própria parte do UCM, enquanto ainda era limitada pela narrativa abrangente. Ela foi instruída a manter a história de Kamala "no nível pé no chão", que já fazia parte de seu plano para a série, sempre focando em quem a personagem de Kamala representa. Ali também recebeu conselhos de Jac Schaeffer e Malcolm Spellman, roteiristas principais de WandaVision e The Falcon and the Winter Soldier, respectivamente.
Em Ms. Marvel, Kamala ganha a habilidade de aproveitar a energia cósmica e criar formas a partir de uma pulseira mágica, que difere das habilidades de metamorfose que ela tem nos quadrinhos. Feige explicou que a fonte Inumana de suas habilidades nos quadrinhos não "combinava" com a linha do tempo e os eventos do UCM, então seus poderes foram ajustados para estarem relacionados à sua herança paquistanesa. Eles também aproximaram dos poderes cósmicos das outras heroínas do filme The Marvels (2023), que Vellani co-estrela. Feige acrescentou que as "mãos e braços gigantes" da personagem ainda apareceriam na série "em espírito". A mudança nos poderes de Kamala não fazia parte da proposta inicial de Ali, com Ali acrescentando que era uma decisão de "grupo" alterá-los e ecoou Feige ao dizer que a mudança foi feita para alinhar a personagem com o que foi estabelecido no UCM. Ela acrescentou que era importante que o novo retrato dos poderes de Kamala tivesse a "mesma conectividade com sua psicologia e a jornada pela qual ela está passando e a maneira como ela se vê" como suas habilidades de metamorfose nos quadrinhos. Amanat e outra dos co-criadores da personagem, G. Willow Wilson, ambas foram consultadas e apoiaram a mudança, com Amanat sentindo que era "divertido dar a Kamala diferentes tipos de poderes que parecem grandes em escopo e cinematograficamente... a essência do que são os poderes nos quadrinhos está lá, tanto do ponto de vista metafórico quanto do ponto de vista visual". Kamala também é revelada como uma Djinn na série, que alguns fãs muçulmanos apontaram que o Alcorão proíbe a adoração de Djinn. Obaid-Chinoy respondeu que acreditava que Djinn "é uma palavra vagamente usada no sul da Ásia" e a série estava tentando mostrar que "qualquer um que seja diferente, ou qualquer um que tenha poderes que venham de fontes inexplicáveis, pode ser confundido pelas origens".
Ms. Marvel é uma história de amadurecimento, com Amanat observando que a série se inspirou nos quadrinhos da personagem, criando a versão do UCM dos quadrinhos com "estranheza e distinção estilística" e sendo "contada através das lentes da experiência de Kamala e sua imaginação selvagem". Ela também descreveu a vida e o mundo de Kamala como "naturalmente colorido", já que Jersey City é "um lugar muito louco, vibrante e multicultural". Carol Danvers é a inspiração de Kamala para se tornar uma heroína, tendo a visto quase derrotar Thanos durante os eventos de Avengers: Endgame (2019). Amanat acreditava que era importante contar uma história sobre quem são seus heróis para um jovem de cor e explorar o que isso faz "com seu senso de identidade". Ali queria misturar as qualidades "extravagantes e mágicas" dos quadrinhos da Ms. Marvel com os filmes americanos de colégio, inspirando-se nos filmes de John Hughes e nos filmes 10 Things I Hate About You (1999), Lady Bird (2017), Eighth Grade ( 2018) e Booksmart (2019), assim como o filme Spider-Man: Homecoming (2017). O ator de Bollywood, Shahrukh Khan, também foi uma inspiração para a série. A série apresenta um triângulo amoroso entre Khan, Bruno Carrelli e Kamran, que foi substancialmente atenuado durante o processo de escrita porque Ali não queria que o público acreditasse que era o enredo dominante. El Arbi disse que Bruno está preso na friend zone de "relacionável", enquanto Ali sentiu que isso era uma "parte fundamental do crescimento".

### Elenco
Em setembro de 2020, a novata Iman Vellani foi escalada para o papel principal de Kamala Khan. Sua tia havia encaminhado a ela uma chamada de elenco para o papel, o que levou Vellani a enviar uma fita, antes de ser convidada para uma audição nos escritórios do Marvel Studios em Los Angeles, Califórnia. Fotos do set em novembro revelaram que Matt Lintz havia sido escalado para a série. No mês seguinte, a Marvel confirmou que Lintz havia sido escalado, interpretando Bruno Carrelli, junto com Yasmeen Fletcher como Nakia Bahadir; Zenobia Shroff como Muneeba Khan, Mohan Kapur como Yusuf Khan, Saagar Shaikh como Amir Khan, Azhar Usman como Najaf; Aramis Knight como Kareem / Adaga Vermelha; Rish Shah como Kamran; Travina Springer como Tyesha Hillman; Laith Naki como Sheikh Abdullah; e Nimra Bucha como Najma.
A novata Laurel Marsden foi escalada no papel de Zoe Zimmer em fevereiro de 2021, enquanto Alyy Khan e Alysia Reiner foram revelados para serem escalados na série, com Reiner interpretando a agente Sadie Deever do Departamento de Controle de Danos (DCD). Fawad Khan revelou que fez parte do elenco em dezembro de 2021, aparecendo como Hasan, e foi revelado um mês depois que Mehwish Hayat também teria um papel na série, como Aisha. Em março de 2022, foi revelado que Adaku Ononogbo seria escalada como Fariha. Em maio de 2022, foi revelado que Arian Moayed seria escalado na série, reprisando o papel de agente P. Cleary do Departamento de Controle de Danos (DCD) em Spider-Man: No Way Home (2021), assim como Farhan Akhtar no papel de Waleed. Samina Ahmad aparece como a avó de Kamala, Sana, que foi nomeada por Amanat.
Também em fevereiro de 2021, foi revelado que Alyy Khan também foi escalado na série. Em março de 2022, Anjali Bhimani foi revelada como tia Ruby, um papel recorrente, depois de aparecer anteriormente na série Runaways da Marvel Television. Jordan Firstman aparece como Gabe Wilson, nomeado como uma homenagem a G. Willow Wilson, enquanto Ali Alsaleh e Dan Carter aparecem como Aadam e Saleem, e Vardah Aziz e Asfandyar Khan aparecem como primos de Kamala Zainab e Owais, respectivamente. Brie Larson faz uma participação não creditada como Carol Danvers / Capitã Marvel na cena no meio dos créditos no último episódio.

### Design
Arjun Bhasin é o figurinista da série. O traje de Ms. Marvel de Kamala foi inspirado em burkinis e shalwar kameez, com sutis "detalhes culturais" no tecido. Amanat creditou Bhasin por incorporar "texturas legais" para fazer o traje parecer sul-asiático de "uma maneira muito sutil", e observou que o raio no traje foi atualizado a partir da versão do traje dos quadrinhos. Christopher Glass é o designer de produção.

### Filmagens
El Arbi e Fallah, Obaid-Chinoy e Menon são os diretores da série. As filmagens começaram no início de novembro de 2020 no Trilith Studios em Atlanta, Geórgia, com filmagens adicionais em Blackhall Studios e Areu Brothers Studios. A série foi filmada sob o título provisório de Jersey. Robrecht Heyvaert foi o diretor de fotografia de El Arbi e Fallah, com Carmen Cabana sendo diretora de fotografia de Menon, e Jules O'Loughlin como diretora de fotografia de Obaid-Chinoy.
As sequências animadas não foram roteirizadas, embora uma versão inicial do roteiro para o primeiro episódio tivesse um momento dentro da cabeça de Kamala, que os diretores pegaram e expandiram essa ideia por toda a série. El Arbi e Fallah os conceberam como uma maneira de "entrar na cabeça de Kamala Khan e capturar seu mundo de sonhos e fantasia", e para os espectadores verem o mundo "através dos olhos dela". Esses momentos foram uma maneira de traduzir a vibração que os diretores desfrutaram dos quadrinhos para a série e foram inspirados na animação Spider-Man: Into the Spider-Verse (2018). A integração dos elementos animados exigiu muito planejamento durante a pré-produção e não permitiu que os diretores improvisassem como essas sequências eram filmadas. El Arbi observou que os outros diretores também gostaram de usá-los em seus episódios. A dupla se inspirou em Spike Lee e fazer de Nova Jersey um personagem da série como Lee faz com a cidade de Nova York em seus filmes, Steven Spielberg, anime (particularmente para os efeitos visuais), filmes de John Hughes, os filmes Booksmart e Scott Pilgrim vs. the World (2010), as séries de televisão do início dos anos 90, Parker Lewis Can't Lose e Saved by the Bell, e a arte de Adrian Alphona e Jamie McKelvie dos quadrinhos da Ms. Marvel. El Arbi e Fallah concluíram seus episódios em 5 de março de 2021.
Consultores culturais foram usados para examinar os roteiros e o que estava sendo filmado para garantir sua autenticidade. As filmagens secundárias ocorreram no Condado de Hudson, New Jersey, de março ao início de abril. Vellani e Shah continuaram filmando cenas em Atlanta no final de abril até o início de maio. Obaid-Chinoy começou a filmar o quarto e o quinto episódios na Tailândia em 23 de março, ocorrendo em Bangkok e nas instalações do Studio Park. Devido os rígidos protocolos de COVID-19 da série, Ms. Marvel conseguiu obter uma isenção do governo tailandês para continuar filmando no país durante abril e maio de 2021, apesar das novas restrições impostas em abril de 2021 que suspenderam outras produções de cinema e televisão. O elenco e a equipe de 450 pessoas foram divididos em três bolhas para que a produção continuasse se um teste positivo fosse encontrado em uma das bolhas. A Tailândia substitui o Paquistão na série, com a produção impossibilitada de filmar naquele país por causa de sua situação política, embora algumas tomadas tenham sido filmadas em Carachi. As filmagens foram concluídas na Tailândia em maio de 2021.
As refilmagens, com direção de Obaid-Chinoy, ocorreram no final de janeiro de 2022. Ela afirmou que as refilmagens eram principalmente material de coleta, destinado a ajudar a esclarecer alguns elementos da história para criar uma narrativa coesa.

### Pós-produção
Os editores da série incluem Nona Khodai (episódios um, quatro, cinco e seis), Sabrina Plisco (episódios um, três e seis) e Emma McCleave e Sushila Love (episódios dois e três). Os efeitos visuais da série foram criados pela Digital Domain, Framestore, FuseFX, Method Studios, RISE, SSVFX, Trixter e Perception.

### Música
Em maio de 2022, foi revelado que Laura Karpman compôs a trilha sonora da série, depois de compor anteriormente para What If...? e ser contratada para compor The Marvels. Karpman disse que mergulhou na "rica herança musical" de Kamala. A série apresenta uma série de músicas existentes, com Ali acreditando que a música era "parte integrante" da adaptação do personagem para a tela, e creditou Amanat por ter uma forte visão de quais músicas eram necessárias e deveriam ser usadas. Amanat chamou Ms. Marvel de uma "grande plataforma" para mostrar a música do sul da Ásia, com as seleções uma "mistura" muito parecida com a de Kamala. A trilha sonora da série foi lançada digitalmente pela Marvel Music e pela Hollywood Records em dois volumes: as músicas dos três primeiros episódios foram lançadas em 22 de junho de 2022, e as músicas dos três últimos episódios foram lançadas em 13 de julho. O tema principal da série, "Ms. Marvel Suite", foi lançado como single em 7 de junho.
| Ms. Marvel: Vol. 1 (Episodes 1-3) [Original Soundtrack] |                        |         |  |
| N.º                                                     | Título                 | Duração |  |
| 1.                                                      | "Ms. Marvel Suite"     | 4:30    |  |
| 2.                                                      | "Figure Out Your Life" | 1:24    |  |
| 3.                                                      | "Mysterious Parcel"    | 3:30    |  |
| 4.                                                      | "The Plan"             | 2:18    |  |
| 5.                                                      | "Sure They Do"         | 2:04    |  |
| 6.                                                      | "Siren Call"           | 1:58    |  |
| 7.                                                      | "The Save"             | 5:20    |  |
| 8.                                                      | "Cosmic"               | 1:35    |  |
| 9.                                                      | "About Last Night"     | 1:30    |  |
| 10.                                                     | "Bathroom Confab"      | 1:02    |  |
| 11.                                                     | "Trail of Stars"       | 2:33    |  |
| 12.                                                     | "Damage Control"       | 1:35    |  |
| 13.                                                     | "Hard Landing"         | 3:22    |  |
| 14.                                                     | "Flee the Scene"       | 2:08    |  |
| 15.                                                     | "Digging in the Dirt"  | 3:26    |  |
| 16.                                                     | "Bad Things Happen"    | 1:48    |  |
| 17.                                                     | "Questioning"          | 0:52    |  |
| 18.                                                     | "Good News, Bad News"  | 1:13    |  |
| 19.                                                     | "A Thing You Do"       | 1:43    |  |
| 20.                                                     | "Circle Q Score"       | 1:19    |  |
| 21.                                                     | "Bonding"              | 1:39    |  |
| 22.                                                     | "Not Asking Anymore"   | 2:53    |  |
| 23.                                                     | "Blitz"                | 1:17    |  |
| 24.                                                     | "Showdown"             | 2:03    |  |
| 25.                                                     | "Homecoming"           | 2:09    |  |
| Duração total:                                          | Duração total:         | 49:29   |  |

| Ms. Marvel: Vol. 2 (Episodes 4-6) [Original Soundtrack] |                            |         |  |
| N.º                                                     | Título                     | Duração |  |
| 1.                                                      | "Karachi Station"          | 1:12    |  |
| 2.                                                      | "Arrival"                  | 2:57    |  |
| 3.                                                      | "Friend or Foe"            | 1:52    |  |
| 4.                                                      | "It's Genetic"             | 1:41    |  |
| 5.                                                      | "Stove"                    | 1:30    |  |
| 6.                                                      | "Two Worlds"               | 2:36    |  |
| 7.                                                      | "Getaway"                  | 1:38    |  |
| 8.                                                      | "Blood and Pain"           | 1:11    |  |
| 9.                                                      | "Mother and Daughter"      | 2:01    |  |
| 10.                                                     | "Training"                 | 1:11    |  |
| 11.                                                     | "Surprise"                 | 0:52    |  |
| 12.                                                     | "Street Chase"             | 2:09    |  |
| 13.                                                     | "Leaping Balconies"        | 1:16    |  |
| 14.                                                     | "Running Scared"           | 2:05    |  |
| 15.                                                     | "Another Season"           | 1:44    |  |
| 16.                                                     | "Fight for Freedom"        | 0:44    |  |
| 17.                                                     | "Walking Stick"            | 1:11    |  |
| 18.                                                     | "She Who Lives"            | 2:33    |  |
| 19.                                                     | "Peaceful Transition"      | 1:05    |  |
| 20.                                                     | "Charity"                  | 1:09    |  |
| 21.                                                     | "A Meeting and a Deadline" | 1:45    |  |
| 22.                                                     | "People Are Dying"         | 1:23    |  |
| 23.                                                     | "Exodus"                   | 1:20    |  |
| 24.                                                     | "The Last Train"           | 3:39    |  |
| 25.                                                     | "Answered Prayer"          | 4:26    |  |
| Duração total:                                          | Duração total:             | 1:28:29 |  |

## Marketing
Um "first look" da série com as primeiras filmagens, depoimentos sobre o impacto que a personagem teve e clipes da audição de Vellani foram mostrados no Dia do Investidor da Disney em dezembro de 2020. Josh Weiss, da Syfy Wire, chamou isso de "absolutamente impagável" vendo o momento exato em que Vellani soube que havia sido escalada para o papel de Kamala Khan. Filmagens adicionais foram exibidas durante o Disney+ Day em 12 de novembro de 2021.
O primeiro trailer da série foi lançado em 15 de março de 2022. Muitos comentaristas notaram a mudança nos poderes de Kamala dos quadrinhos (nos quais ela tem habilidades de mudança de forma), para ser capaz de usar a energia cósmica de um bracelete mágico para criar formas, que acredita-se ser semelhante ao Nega-Bands dos quadrinhos. Linda Codega, do Gizmodo, disse que o trailer era "tão adorável, divertido e emocionante quanto os quadrinhos, cheio de decisões de direção absolutamente excelentes" e que a série parecia "um mashup perfeito de Scott Pilgrim vs. The World e Sky High". Gabrielle Sanchez, do The A.V. Club, disse que o trailer oferecia "um guia ilustrativo para Kamala Khan". A cena final do trailer, assim como um pôster também lançado para a série, homenageia a capa de Ms. Marvel (2014) #5.
A Fan's Guide to Ms. Marvel, um curta documental com uma visão exclusiva da produção da série e entrevistas da equipe de filmagem e de Vellani, foi lançado no Disney+ em 1º de junho de 2022. Em janeiro de 2021, a Marvel anunciou seu programa "Marvel Must Haves", que revela novos brinquedos, jogos, livros, roupas, decoração e outras mercadorias relacionadas a cada episódio de Ms. Marvel na segunda-feira, após o lançamento de um episódio, que começou em 7 de junho de 2022. QR codes foram incluídos nos primeiros quatro episódios ligando os espectadores a um site para acessar quadrinhos digitais gratuitos da Ms. Marvel que atualizam semanalmente; seguindo um programa semelhante com Moon Knight. Os quadrinhos lançados para os episódios, em ordem, foram Ms. Marvel (2014) #1, Ms. Marvel (2014) #15, Magnificent Ms. Marvel (2019) #1 e Ms. Marvel (2015) #12.

## Lançamento
Ms. Marvel estreou no Disney+ em 8 de junho de 2022, e consistirá em seis episódios, lançados semanalmente até 13 de julho. Anteriormente, a estreia estava agendada para o final de 2021, mas após o anúncio da estreia de Hawkeye no final de novembro de 2021, Aaron Couch, do The Hollywood Reporter, disse que não estava "claro" se Ms. Marvel também lançaria em 2021, devido Hawkeye ser lançando em dezembro e era "improvável" duas séries do Marvel Studios serem lançadas ao mesmo tempo. Em agosto de 2021, Matt Webb Mitovich, da TVLine, sentiu que era "muito seguro presumir" que Ms. Marvel faria sua estreia no início de 2022, com a confirmação no mês seguinte que seria em 2022. Em novembro de 2021, foi confirmado que seria lançada em meados de 2022, com a estreia, em junho de 2022, confirmada em março de 2022. Fará parte da Fase Quatro do UCM.
A série terá um lançamento nos cinemas de três partes em todo o Paquistão através da licenciante HKC Entertainment, devido ao Disney+ não estar disponível no país no momento. Os dois primeiros episódios foram lançados em 16 de junho de 2022, seguidos pelo terceiro e quarto episódios em 30 de junho e os dois últimos episódios em 14 de julho.

## Recepção
| - 1.ª temporada (2022): Porcentagem de avaliações positivas rastreadas pelo site Rotten Tomatoes | |
|                                                                                                  | Esta página contém um gráfico que utiliza a extensão <graph>. A extensão está temporariamente indisponível e será reativada quando possível. Para mais informações, consulte o ticket T334940. |

O Rotten Tomatoes, site agregador de resenhas, relatou uma taxa de aprovação de 95% com uma classificação média de 8,70/10, com base em 120 avaliações. O consenso dos críticos do site diz: "Ms. Marvel é uma adição genuinamente nova ao UCM—tanto estilisticamente quanto substantivamente—com Iman Vellani habilmente alimentando os procedimentos com seu carisma enorme". O Metacritic, que usa uma média ponderada, atribuiu uma pontuação de 77 em 100 com base em 20 críticas, indicando "avaliações geralmente favoráveis".
Os dois primeiros episódios foram liberados aos críticos para avaliar a série antes de sua estreia, com Destiny Jackson, da Empire, sentindo que a série foi capaz de equilibrar os momentos cômicos e dramáticos, com "gags visuais espirituosos e bem-arredondados, calorosamente engraçados, personagens instantaneamente simpáticos", acrescentando que Ms. Marvel tinha "uma visão autêntica da cultura paquistanesa-americana; [...] o show tem um cuidado admirável em explicar os rituais e realidades da vida como um muçulmano moderno". Escrevendo para a Rolling Stone, Alan Sepinwall comentou que as cenas de super-heróis eram "raramente mais do que funcionais" com falta de energia em comparação com as mais pessoais, como os "argumentos de Kamala com seus pais, ela e Nakia protestando contra a condição das partes segregadas por gênero da mesquita, ou ela e... Kamran flertando enquanto discutem seus filmes favoritos de Bollywood". Caroline Framke, da Variety, sentiu que Ms. Marvel rompeu o "estilo típico da casa da Marvel" com o uso de animação para transmitir os pensamentos e sonhos de Khan, chamando-a de "magia cinética tangível" e comparando-a ao filme de animação Spider-Man: Into the Spider-Verse (2018). A ativista Malala Yousafzai elogiou a série por seu reflexo do povo paquistanês, e ficou "impressionada com o quão familiar a vida de Kamala Khan me parecia", dizendo que a série era "para todo jovem encontrar seu lugar no mundo".
A interpretação de Kamala Khan por Vellani recebeu elogios generalizados. Emma Fraser, do IGN, a comparou com Hailee Steinfeld como Kate Bishop em Hawkeye, com Kathryn Porter, da Paste, acrescentando que Vellani "brilha" no papel e que "não havia como explicar o quão grande ela é nisso, além de dizer que ela encarna o verdadeiro espírito de Kamala Khan". Mohammad Zaheer, da BBC Culture, chamou Vellani de "um adorável pacote de carisma" em um papel "feito sob medida para ela", comparando-a com Robert Downey Jr. como Tony Stark e Emma Watson como Hermione Granger da franquia Wizarding World.
As mudanças nos poderes de Kamala também foram destacadas, com vários críticos comentando sobre a conexão mais pessoal da nova origem. Em contraste, Sepinwall chamou essas habilidades de "mais genéricas" do que os poderes dos quadrinhos. Charles Pulliam-Moore, do The Verge, escreveu que as habilidades em live-action "só são capazes de aproximar os aspectos chamativos do que era originalmente uma metáfora sutil nos quadrinhos. [...] Mas o show não vai tão longe com sua heroína em termos de usar sua vaidade para explorar ideias como o racismo internalizado ou as pressões que os padrões de beleza ocidentais (leia-se: brancos) impõem às pessoas de cor". G. Willow Wilson, uma dos criadores da personagem, havia descrito anteriormente que durante o desenvolvimento dos poderes de Kamala, foi escolhido não dar a ela "poderes brilhantes, ondulados, flutuantes e bonitos", que Porter sentiu ser "uma das coisas mais importantes sobre ela nos quadrinhos, e perder isso em favor de poderes que são, de fato, brilhantes, ondulados, flutuantes e bonitos é realmente lamentável".
Após o lançamento do primeiro episódio, a série foi criticada no IMDb com uma alta quantidade de classificações de 1 estrela. Várias avaliações também foram postadas com alguns revisores não gostando dos aspectos familiares da série ou da mudança dos poderes de Kamala, enquanto outros chamaram a série de "Woke", mencionando a Capitã Marvel.

## Futuro
Durante o anúncio oficial da série na D23, Kevin Feige afirmou que depois de apresentar a Ms. Marvel na série, a personagem fará um crossover com os filmes do UCM, que ele reiterou em novembro de 2019. Anteriormente, a estrela de Captain Marvel, Brie Larson expressou interesse em incluir a Ms. Marvel em uma sequência do filme, e Vellani foi confirmada para aparecer na sequência de Captain Marvel, The Marvels, em dezembro de 2020. Em fevereiro de 2021, Feige revelou que Ms. Marvel será uma preparação para The Marvels. Além disso, Shaikh, Shroff e Kapur reprisam seus respectivos papéis como membros da família de Khan em The Marvels. Além disso, Shaikh, Shroff e Kapur reprisam seus respectivos papéis como membros da família de Kamala em The Marvels.